# Мэри Хоффман
Мэри Лэсситер Хоффман (англ. Mary Hoffman; род. 20 апреля 1945[…], Великобритания или Истли) — британский писатель и критик
Родилась 20 апреля 1945 года в графстве Гэмпшир. Вышла замуж за Стивена (Стефана) Барбера в 1972 году. Начиная с 1998 года она была почетным членом библиотечной ассоциации за работу с детьми и школами. Восемнадцать лет была консультантом BBC Schools TV’s Look and Read (школьная программа «Смотри и Читай») и написала сценарии преподавания. Начиная с середины 90-х годов она фрилансер, самозанятый профессиональный писатель и журналист. Номинирована на Children’s Laureate.
Написала свыше 90 книг, среди них серия Страваганца.